# Campeonato Mundial de Ciclismo en Ruta de 1950

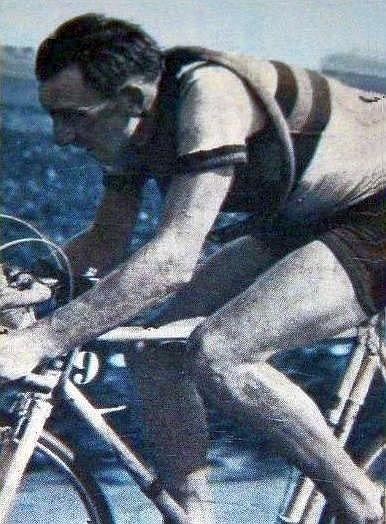
Alberic Schotte, 'Sprint 71', Panini figurina n°225

Los Campeonatos del mundo de ciclismo en ruta de 1950 se celebró en la localidad belga de Moorslede el 19 y 20 de agosto de 1950. 

## Resultados
| Evento                     | Oro                     | Oro        | Plata                          | Plata    | Bronce                 | Bronce   |
| -------------------------- | ----------------------- | ---------- | ------------------------------ | -------- | ---------------------- | -------- |
| Pruebas masculinas         |                         |            |                                |          |                        |          |
| Hombres - carrera en línea | Briek Schotte · Bélgica | 7h 49' 54" | Theo Middelkamp · Países Bajos | + 1' 01" | Ferdi Kübler · Suiza   | + 1' 48" |
| Amateur - carrera en línea | Jack Hoobin Australia   | 4h 29' 24" | Robert Varnajo Francia         | -        | Alfio Ferrari · Italia | -        |